# فرقة رمسيس المسرحية

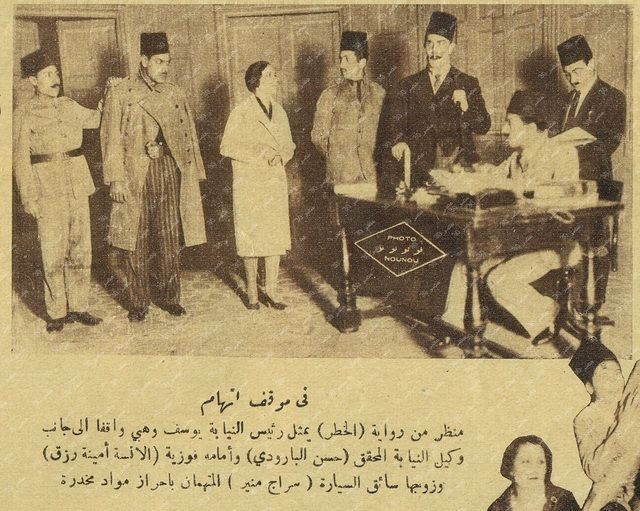
مجموعة من ممثلي مسرحية الخطر، وهم يوسف وهبي وأمينة رزق وحسن البارودي وسراج منير

فرقة رمسيس المسرحية هي فرقة مسرحية مصرية أسسها عميد المسرح العربي يوسف وهبي مع المخرج عزيز عيد، وعدد من الممثلين مثل مختار عثمان وحسين رياض وأمينة رزق.
كانت في طليعة الفرق المسرحية المصرية التي أثرت المسرح المصري في بدايات القرن العشرين. قدمت الفرقة روائع المسرحيات العالمية للجمهور المصري والأجنبي المقيم في القاهرة وقتها، بالإضافة لمسرحيات محلية كتبها فنانو الفرقة. كما قدمت الفرقة أعمالها باللغة العربية وبلغات أخرى منها الفرنسية. كما قدمت الفرقة للساحة الفنية العديد من الفنانين الذين أثروها فيما بعد، ومنهم فاطمة رشدي، وستيفان روستي.
أسس يوسف وهبي فرقته المسرحية بعد 3 سنوات من دراسته للتمثيل في ميلانو بإيطاليا، وكان والده قد ترك له ميراثاً كبيراً (يوازي 12 ألف جنيه ذهبي)، فقرر تخصيص ما ورثه لإنشاء فرقة مسرحية وفنية متطورة تواجه المسرح «الهزلي» الذي كان سائداً وقتها.
قرار يوسف وهبي لم يأت من فراغ لتاسيس الفرقة، فعندما وصل إلى مصر، كان هناك حالة من انهيار المسرح الجدي، وكان هناك انتشار للمسرح الهزلي ويُقبل عليه الجمهور إقبالاً كبيراً، فشعر أن المسرح قد مات تقريباً، في تلك الأثناء قابل شخصاً رث الثياب يمشي في شارع عماد الدين ولما تمعن في ملامحه، عرف أنه المخرج عزيز عيد، فتوجه إليه وقال له «إيه اللى جرى يا أستاذ عزيز؟»، فقال له «عزيز»: «قول للجمهور إني عاوز اشترى صندوق خشب، وعلبة بوية عشان امسح جزم، لأن الفن الجدي لم يجدِ معايا ووصلت لهذه الحالة من العذاب والألم والحرمان».
وبالفعل أنشأ يوسف وهبي فرقة «رمسيس» حيث اعتمدت على نصوص جادة وتقنيات فنية متطورة، وضم إليها نخبة من نجوم التمثيل في ذلك الوقت أمثال حسين رياض، وزينب صدقي، وروز اليوسف، وأحمد علام، وبعدهم أمينة رزق، وأسند الإدارة الفنية للمخرج عزيز عيد.
افتتحت الفرقة عروضها بمسرحية «المجنون» عام 1923، وكانت من تأليف يوسف وهبي، وإخراج عزيز عيد، وبعدها توالت مسرحيات الفرقة.